# Association française pour la cybernétique économique et technique
L'Association française pour la cybernétique économique et technique (AFCET) est une société savante française couvrant largement informatique et automatique. Créée en 1968, elle a disparu en 1998 à la suite de sa faillite. 

## Histoire
Dès 1956, praticiens et enseignants en recherche opérationnelle se rencontrèrent dans le cadre de la Société française de recherche opérationnelle (SOFRO). Elle fusionna en 1964 avec l'Association française de calcul et de traitement de l’information (AFCALTI), elle-même issue en 1962 de l'Association française de calcul (AFCAL), pour donner naissance à l'Association française de l’informatique et de la recherche opérationnelle (AFIRO).
Puis celle-ci fusionna, en 1969, avec deux autres associations : l'AFRA (recherche en régulation et automatique) et l'AFIC (instrumentation et contrôle) pour donner naissance à l'Association française pour la cybernétique économique et technique (AFCET). Elle favorisait ainsi le rapprochement entre informatique et automatique, voire leur dépassement, le thème cybernétique étant assez flou pour rassembler des communautés diverses.
À cet effet, l'AFCET s'organisait en six collèges non exclusifs (Automatique, Bureautique, Gestion / Informatisation / Décision (GID), Informatique, Mathématiques appliquées, Systémique) et animait des groupes de travail sur différents sujets. Dès sa création, elle organisait des colloques scientifiques et des écoles d'été.
Parallèlement, la RIRO (revue d'informatique et recherche opérationnelle) devenait la RAIRO (revue d'automatique, informatique...) dont les diverses séries facilitaient le travail interdisciplinaire.
Reconnue d'utilité publique en 1976, l'AFCET regroupait en 1985 environ 4 500 membres, pour la plupart des personnes physiques, chercheurs, universitaires, ingénieurs ou cadres.
À partir de 1970, l'AFCET organise des écoles d'été annuelles pour permettre aux enseignants de s'initier à cette nouvelle discipline qu'est l'informatique. Ces écoles auront lieu à Alès (1970), Grenade (1971), Neuchâtel (1972), Rabat (1973), Tarbes (1974).
Après sa faillite, certaines des activités de l'AFCET ont été reprises par l'Association des sciences et technologies de l'information (ASTI), puis à la disparition de celle-ci par la Société des personnels enseignants et chercheurs en informatique de France (SPECIF), renommée finalement Société informatique de France (SIF), ainsi que par l'Association française de science des systèmes cybernétiques et techniques (AFSCET).